# Fake
Das Wort Fake (Aussprache [fɛɪ̯k], englisch für Fälschung) ist ein Anglizismus, das im Deutschen häufig als Vorsilbe gebraucht wird.

## Bedeutungen
Die Sprachwissenschaftlerin Susanne Flach unterscheidet sechs Bedeutungsgruppen. So wird Fake genutzt, um
- ein Imitat (z. B. Fake-Rolex),
- Dinge, die nur zum Schein so sind (z. B. Fake-Demokrat),
- einen Troll als Fake-User oder Fake-Schreiber,
- erfundene Dinge,
- etwas gestelltes (z. B. Fake-Doku), oder
- eine Person mit unaufrichtigem Charakter (z. B. Du bist so ein Fake!)

zu beschreiben.
Das Wort hat sich bis Mitte der 2000er Jahre vermehrt im deutschen Sprachgebrauch etabliert. Personen, die Fakes verbreiten, werden abgeleitet Faker genannt, das Verb ist faken (ˈfɛɪ̯kn̩) bzw. als Partizip Perfekt Passiv gefakt (ɡəˈfɛɪ̯kt, z. B. gefakte Daten sind manipulierte Daten). Fake war für den Anglizismus des Jahres 2013 nominiert.
In Kunstkontext hat das Wort Fake darüber hinaus eine eigene Bedeutung.

## Fakes im Medienkontext
Fälschungen in den Medien werden mit dem Begriff Fake bezeichnet; darunter fallen auch manipulierte Videos, die im Internet (zum Beispiel auf Videoportalen) verbreitet werden, und die ein vermeintlich wirkliches Geschehen vorgeben, tatsächlich aber elektronisch retuschiert sind.

### Deepfake
Videos wiederum, die unter Verwendung realer Gesichter bzw. Fotos mittels unter Zuhilfenahme von durch „selbstlernende Algorithmen“ (→ „Künstliche Intelligenz“, KI) entwickelte Software-Applikationen („Apps“) hergestellt oder manipuliert werden, werden als „Deepfake“ bezeichnet („tiefe, weitgehende Fälschung“).

### Fake-Account oder Realfake
Ein Fake-Account oder Realfake ist ein Social-Media-Profil, dessen Inhaber eine falsche Identität vortäuscht (siehe auch Hochstapler). Häufig werden zu diesem Zweck Bilder von anderen Personen heruntergeladen. Ziel eines Fake-Accounts kann es sein, in dem jeweiligen Netzwerk möglichst viel Aufmerksamkeit (z. B. durch Follower und Likes) zu erhalten. Von solchen Accounts gehen aber auch Drohungen und Hasskommentare aus oder sie dienen betrügerischen Zwecken. Letzteres geschieht beispielsweise in der Findom.

### Fake News
Mit der Wahl Donald Trumps zum 45. Präsidenten der Vereinigten Staaten gewann die Diskussion um Fake News, ihren Gebrauch und ihre Wirkung vor allem in den sozialen Medien, um etwaige Wahlbeeinflussungen sowie ein mögliches Verbot, ihre Ahndung, Kontrolle und Löschung erheblich an Gewicht.

## Fake im Kunstkontext
Seitdem die bildende Kunst im 20. Jahrhundert damit begonnen hat, ihre künstlerischen Mittel zu analysieren und die Frage nach der Authentizität ihrer Kunstwerke zu stellen, wurde der Begriff Fake im künstlerischen Sinne definiert. Bereits die Arbeiten von Marcel Duchamp, später dann von Andy Warhol oder von Sigmar Polke hinterfragen das Verhältnis von Original und Kopie auf neue Weise. Importiert Duchamp mit seinen Readymades noch manufakturierte Waren aus dem Alltag in den Kunstkontext, werden von Künstlern wie Richard Prince oder Sherrie Levine bereits bestehende Bilder erneut ausgestellt und damit die Fälschungen selbst zu Kunstwerken deklariert.

„Der Begriff des Fake meint eine mimetische Nachahmung eines anderen Kunstwerks, die im Gegensatz zur Fälschung selbst auf ihren gefälschten Charakter hinweist. Eine Künstlerin reproduzierte Fotografien von Walker Evans; diese eigenen Fotografien präsentierte sie auf ähnliche Weise wie das Vorbild; der Titel, »Sherrie Levine After Walker Evans«, weist die Arbeit als Aneignung aus, die die gewandelten kontextuellen und konzeptuellen Bedingungen des identischen Bilds reflektiert. Das Fake zielt demnach mittels einer genauen Bilduntersuchung auf einen kunsthistorischen Erkenntnisprozeß: Die Reproduktion wird nicht mehr moralisch als Fälschung verurteilt, sondern das Fake wird als Kritik der Institution der Kunst und ihrer Ideologie des Originals betrachtet.“

Für Stefan Römer markiert der kurze Text The Fake as More, by Cheryl Bernstein von Carol Duncan einen Neubeginn der Geschichte der Fälschung. Carol Duncan publizierte die fiktive Geschichte über die Kunsthistorikerin Cheryl Bernstein, gab die Fiktion aber erst 13 Jahre später als solche zu erkennen. In The Fake as More besprach die angebliche Kunsthistorikerin Bernstein eine Ausstellung, die in dieser Art niemals stattgefunden hat.
Duncans Fake kommt deshalb eine so wichtige Position zu, weil die Autorin gar kein materiell produziertes Bild benötigt. Lediglich ihr Text ruft in der Vorstellung der Leser bestimmte Bilder und die Essenz ihrer Bedeutung hervor. Für die Kunstdiskussion völlig unerheblich war es, ob die Ausstellung tatsächlich stattgefunden hatte oder nicht. Mit dem Fake wird daher ein Institutionswandel vorgenommen, der eine grundsätzliche Umorientierung der Kunstgeschichte erfordert. Mit der Ausstellung X für U – Bilder, die lügen wurden Beispiele zusammengetragen wie durch Bildverfälschungen Tatsachen und Ereignisse manipuliert werden.